# Herrschaft Sorau

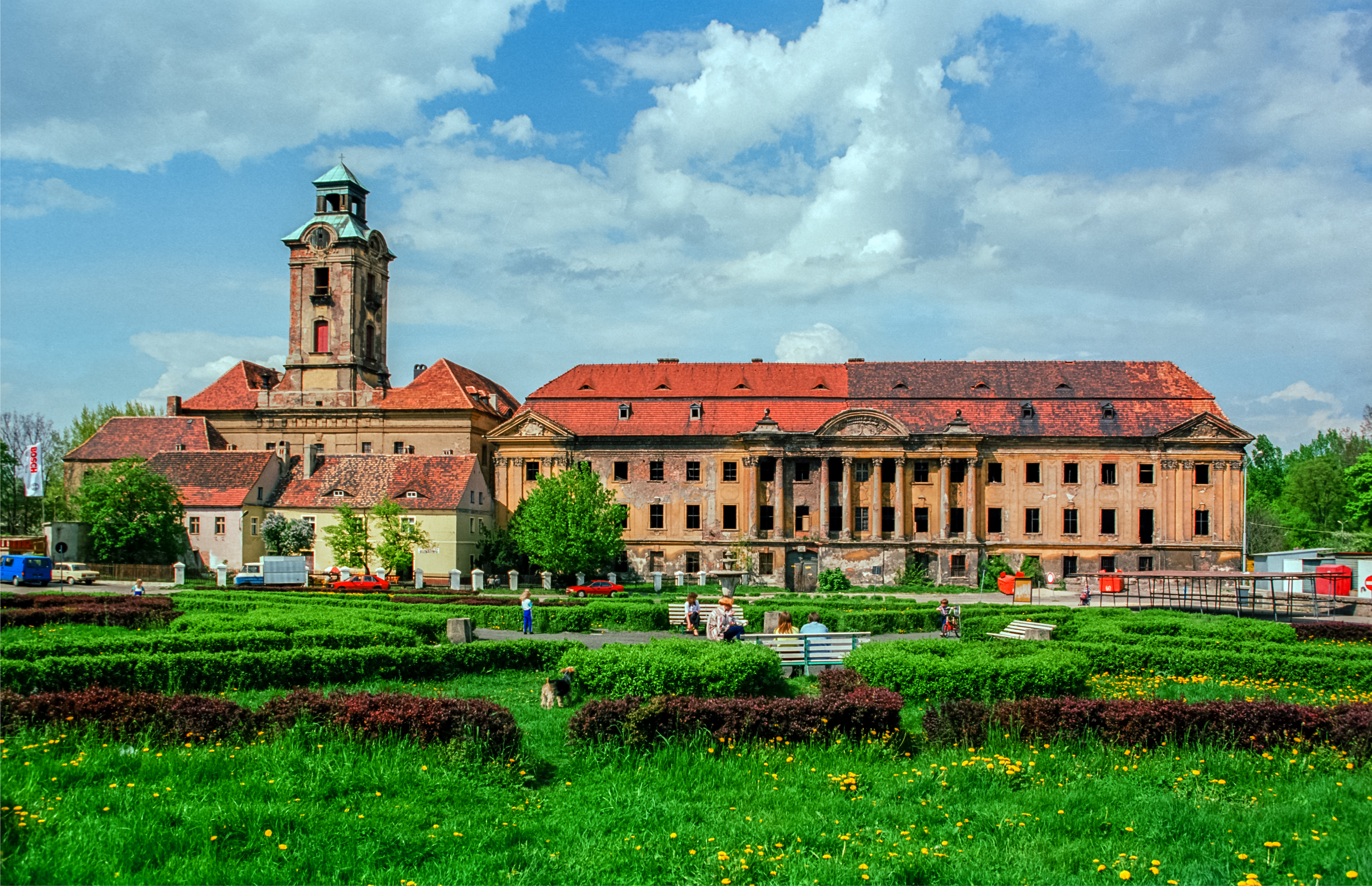
Sorauer Schloss

Die Herrschaft Sorau war ein Herrschaftsgebiet um die Stadt Sorau (Żary) in der östlichen Niederlausitz. Das Gebiet befindet sich heute in der Woiwodschaft Lebus in Polen.

## Geschichte

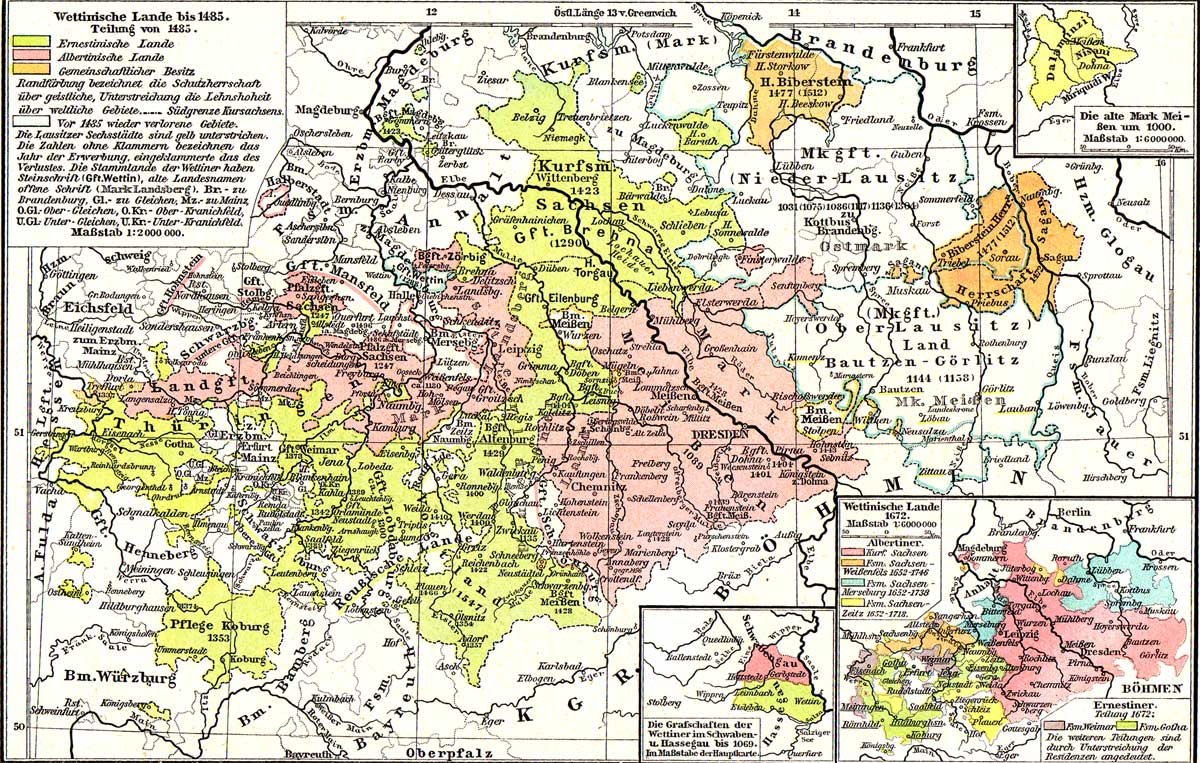
Herrschaft Sorau als Teil wettinischer Länder, 1477–1512

Bereits für das Jahr 1007 wurde ein „pagus Zara“ (Gau Sorau) in der Chronik von Thietmar von Merseburg unter Bolesław Chrobry von Polen erwähnt.
1260 erhielt Sorau Stadtrecht. 1280 ging die Herrschaft an die Familie Pack über.
1355 erwarben die Herren von Bieberstein Stadt und Herrschaft Sorau, zunächst als schlesisches Lehen. 1381 wurde ein Landbuch der Herrschaft Sorau erstellt, mit den Besitz- und Abgabeverhältnissen in den Dörfern. 1364 kam die Herrschaft Sorau unter böhmische Landesherrschaft, 1490 unter sächsische und 1512 wieder unter böhmische.
Seit 1524 unter böhmischen Landesherrschaft wurde die Reformation durch die Familie von Bieberstein in der Herrschaft Sorau eingeführt. Die niedersorbische Übersetzung des Neuen Testaments durch Mikławš Jakubica entstand bis 1548 wahrscheinlich im Gebiet um Sorau.
1551 fiel die Herrschaft nach dem Aussterben derer von Bieberstein als erledigtes Lehen zurück an König Ferdinand I. Dieser verkaufte sie 1557 mit der Herrschaft Triebel an den Breslauer Bischof Balthasar von Promnitz, in dessen Familie die Herrschaft verblieb.
1735 kam sie unter sächsische Landeshoheit und wurde 1765 an das Kurfürstentum Sachsen verkauft. Dort wurde sie dem Gubenschen Kreis eingegliedert.
1815 kam das Gebiet zu Preußen, wo 1816 der Kreis Sorau gebildet wurde.

## Herren von Sorau
- vor 1260–1280 Albrecht von Dewin
- nach 1280–nach 1288 Ulrich I. von Pack
- vor 1297–nach 1329 Ulrich II. von Pack
- 1301 Heinrich von Pack
- 1329–1355 Ulrich III. von Pak (Pack)
- 1357–1360 Friedrich von Bieberstein
- nach 1360–nach 1381 Johann von Bieberstein
- 1381 Ulrich I. von Bieberstein
- 1422 Wenzel I. von Bieberstein
- 1422–1439 Ulrich II. von Bieberstein
- um 1432 Ulrich III. von Bieberstein
- um 1432-nach 1449 Wenzel II. von Bieberstein
- um 1512 Hieronymus von Bieberstein
- 0000–1554 Wenzel von Bieberstein
- 1557–1562 Balthasar von Promnitz
- 1562–1597 Seyfried von Promnitz
- 1597–1622 Heinrich Anselm von Promnitz
- 1622–1654 Siegmund Seyfried von Promnitz
- 1654–1664 Erdmann I. Leopold Graf von Promnitz
- 1664–1678 Ulrich Hypparchos Graf von Promnitz (als Vormund von Balthasar Erdmann)
- 1678–1703 Balthasar Erdmann Graf von Promnitz
- 1703–1745 Erdmann II. Graf von Promnitz
- 1745–1765 Johann Erdmann Graf von Promnitz, verkauft Herrschaft Sorau und Triebel an das Kurfürstentum Sachsen